# Jean Simonet
Jean Maurice Félicien Simonet (Tubeke, 5 mei 1927 – 17 maart 2022) was een Belgische atleet, die zich had toegelegd op de lange afstand en het veldlopen. Hij nam eenmaal deel aan de Olympische Spelen en veroverde een Belgische titel.

## Biografie
Simonet werd in 1952 derde in het Belgisch kampioenschap marathon. Hij plaatste zich daarbij voor de Olympische Spelen in Helsinki, waar hij drieëntwintigste werd. Het jaar nadien werd hij Belgisch kampioen.
Bij het veldlopen werd Simonet tweemaal geselecteerd voor de Landenprijs.

### Clubs
Simonet was aangesloten bij Union Sint-Gillis.

## Belgische kampioenschappen
| Onderdeel | Jaar |
| --------- | ---- |
| marathon  | 1953 |

## Persoonlijk record
| Onderdeel | Prestatie | Datum        | Plaats |
| --------- | --------- | ------------ | ------ |
| marathon  | 2:28.07   | 14 juni 1952 | Gent   |

## Palmares

### marathon
- 1952:  BK (Waregem-Gent) – 2:28.07
- 1952: 23e OS in Helsinki – 2:35.43
- 1953:  BK (Heizel-Bosvoorde-Heizel) – 2:43.24

### veldlopen
- 1952: 30e Landenprijs in Hamilton
- 1952:  landenklassement Landenprijs
- 1953: 60e Landenprijs in Vincennes